# Joan Salas
Joan Salas i Anton (Sabadell, 1854 - Barcelona, 1931) fue un cooperativista y político español. 
Se licenció en Derecho en 1877 y militó en el republicanismo federal. Dirigió El Federal Sabadellense y fue secretario de Nicolás Salmerón en París, donde conoció al republicano progresista Benoît Malon. Influenciado por el socialismo utópico, dirigió los diarios El Radical (1890) y La República (1893) y fue secretario del Ateneo Barcelonés entre 1889 y 1890. En 1898 fundó la Cámara Regional de Cooperativas de Cataluña y Baleares y la Revista Cooperativa Catalana y en 1902 fue miembro del comité central de la Alianza Cooperatista Internacional. En 1906 trabajó en la Cámara de Comercio Española en Londres, y dirigió The Anglo-Spanish Trade. En 1912 volvió a Barcelona, presidió la Cámara Regional de 1914 a 1919 y fue elegido diputado republicano por el distrito electoral de Sabadell en las elecciones generales de 1916. En 1923 fue el autor de un anteproyecto que fue utilizado para elaborar la Ley de Cooperativas de 1927, pero perdió su prestigio cuando aceptó el nombramiento de teniente de alcalde de Barcelona por parte de Miguel Primo de Rivera en 1924.

## Obras
- La cooperación: el cooperador cooperatista (1906)
- Actividades del estado aplicadas al desarrollo del comercio y de la industria
- Legislación del trabajo
- El estado y las cooperativas de funcionarios (1923)